# Alleanza Liberale del Montenegro
L'Alleanza Liberale del Montenegro (in montenegrino: Liberalni Savez Crne Gore, LSCG) è stato un partito politico montenegrino esistito tra il 1990 e il 2005.

## Storia
Il partito venne fondato da Slavko Perović e da alcuni intellettuali favorevoli all'indipendenza del paese.
LSCG fu il primo partito politico a sostenere l'indipendenza del Montenegro. È stato anche l'unico partito apertamente contrario al coinvolgimento montenegrino nella guerra in Croazia e nel bombardamento di Dubrovnik nel 1991.
Il partito però fu sempre osteggiato dal partito di Milo Đukanović e, in particolare, dalle elezioni del 1998 si trovò in crisi, perdendo molti dei suoi elettori storici. A ciò si aggiunse la scissione del vicepresidente del partito Miodrag Živković, che fondò il Partito Liberale del Montenegro nel 2002.
Nel 2005, un anno prima dell'indipendenza montenegrina, LSCG si sciolse.